# Grafton (Cheshire)
Grafton – były civil parish w Anglii, w hrabstwie ceremonialnym Cheshire, w dystrykcie (unitary authority) Cheshire West and Chester, w civil parish Tilston. Leży 16 km na południe od miasta Chester i 252 km na północny zachód od Londynu. W 2001 roku civil parish liczyła 3 mieszkańców.